# Bandiera del Lussemburgo
La bandiera del Lussemburgo (in lussemburghese Fändel vu Lëtzebuerg, in tedesco Flagge Luxemburgs, in francese Drapeau du Luxembourg) consiste in tre strisce orizzontali di eguale lunghezza, dall'alto in basso rispettivamente di colore rosso, bianco e azzurro "medio"; la bandiera è di forma rettangolare, con proporzioni di 3:5 o di 1:2. In lussemburghese è nota informalmente come Rout, wäiß, blo (“Rosso, bianco, azzurro”). 
Il tricolore lussemburghese fu adottato tra il 1845 e il 1848 anche se l'adozione ufficiale avvenne solo il 23 giugno 1972, e trae i suoi colori dall'antico stemma del Lussemburgo, raffigurante un leone rosso con cinque bande azzurre e cinque bianche che lo fasciano; il vessillo ha una certa somiglianza, non voluta, con la bandiera dei Paesi Bassi, distinguendosi da essa per la tonalità dell'azzurro e per il fatto di avere una maggiore lunghezza.

## Storia
La prima bandiera lussemburghese fu adottata nel 1830, durante gli eventi della cosiddetta "Rivoluzione belga" che portarono poi nel 1839 alla separazione del Granducato del Lussemburgo dal Regno Unito dei Paesi Bassi (pur mantenendo l'unione personale delle due corone in capo alla Casa d'Orange-Nassau): la bandiera riprendeva i colori dello stemma lussemburghese (a sua volta risalente al 1288), ovvero rosso, bianco e blu cobalto; questa prima insegna divenne poi stabile nel giugno del 1845, quando una circolare del governatore Ignace de la Fontaine, rappresentante del re e granduca Guglielmo II, prescrisse a tutti i sindaci e capi distretto del granducato di considerare come vessillo ufficiale il tricolore rettangolare a bande orizzontali rosso, bianco e blu, che di fatto risultava indistinguibile dalla bandiera olandese del periodo. La proclamazione di una piena indipendenza del Lussemburgo dai Paesi Bassi nel 1867 non comportò alcuna modifica allo stato vessillologico del Paese.
Il tricolore lussemburghese rimase non ufficialmente in uso per più di un secolo, visto che una legge che ne prescrivesse formalmente le caratteristiche non si ebbe prima del 23 giugno 1972. Un emendamento alla legge del 1972 approvato il 27 luglio 1993, onde meglio differenziare il vessillo lussemburghese da quello olandese, stabilì una proporzione di 3:5 (quella più usata) o di 1:2 (più raramente in uso) al posto della precedente proporzione di 2:3 e prescrisse una tonalità più chiara per la striscia inferiore, ora risultante in una gradazione di azzurro (Pantone 299 c); lo stesso emendamento fissò la tonalità della striscia rossa in Pantone 032c.

L'insegna navale lussemburghese.

## Insegna navale
La legge sulla bandiera del giugno 1972 conteneva alcune indicazioni grafiche, esemplificative e prive di valore legale, per una specifica insegna per i battelli lussemburghesi in navigazione sulla rete di canali fluviali del Paese (in particolare quelle del fiume Mosella) e in generale per le imbarcazioni registrate nel paese, onde renderne più semplice la distinzione a distanza da quella olandese: la nuova insegna navale era derivata direttamente dallo stemma nazionale, e consisteva in un rettangolo di proporzione 5:7 diviso in dieci strisce orizzontali alternativamente bianche e blu, sormontate da un leone rampante rosso con artigli e una corona color oro, orientato verso l'asta. La legge del 9 novembre 1990, istitutiva del registro navale lussemburghese, rese poi ufficiale tale insegna; l'emendamento del luglio 1993 intervenne anche sull'insegna navale, stabilendo un disegno più semplice per il leone e, come per la bandiera nazionale, cambiando la gradazione delle strisce blu in azzurro Pantone 299 c. 

La coccarda aeronautica lussemburghese.

Una versione quadrata dell'insegna navale, recante sul verso, al posto del leone, il monogramma personale del granduca, è in uso a partire dal 15 febbraio 1982 come bandiera militare per le unità dell'esercito lussemburghese; benché il Lussemburgo non disponga di una aeronautica militare, per questioni politiche gli aerei AWACS della NATO registrati nel granducato portano una coccarda lussemburghese, consistente in una versione circolare dell'insegna navale.
La bandiera con il leone rosso raccolse una notevole popolarità tra i lussemburghesi, tanto che venne esposta anche in occasione di manifestazioni sportive o culturali; nel luglio del 2007 il deputato lussemburghese Michel Wolter del Partito Popolare Cristiano Sociale avanzò una proposta legislativa per adottare l'insegna navale come bandiera nazionale lussemburghese, ma l'atto non ebbe seguito e cadde nel vuoto.